# Контильяно
Контильяно (итал. Contigliano) — коммуна в Италии, располагается в регионе Лацио, подчиняется административному центру Риети.
Население составляет 3408 человек, плотность населения составляет 64 чел./км². Занимает площадь 53 км². Почтовый индекс — 02043. Телефонный код — 0746.
Покровителем коммуны почитается архангел Михаил, празднование 29 сентября.